# Omloop van de Vlaamse Scheldeboorden 2005
L'Omloop van de Vlaamse Scheldeboorden 2005, diciassettesima edizione della corsa, valido come evento dell'UCI Europe Tour 2005 categoria 1.1, si svolse il 27 settembre 2005 per un percorso di 203 km. Fu vinto dal belga Niko Eeckhout, che giunse al traguardo in 4h 37' 00" alla media di 43,97 km/h.
Furono 40 i ciclisti che portarono a termine la competizione.

## Ordine d'arrivo (Top 10)
| Pos. | Corridore           | Squadra       | Tempo    |
| ---- | ------------------- | ------------- | -------- |
| 1    | Niko Eeckhout       | Ch. Jacques   | 4h37'00" |
| 2    | Michael Blanchy     | Jartazi       | s.t.     |
| 3    | Aart Vierhouten     | Davitamon     | s.t.     |
| 4    | Matti Helminen      | Profel        | s.t.     |
| 5    | Wouter Van Mechelen | Ch. Jacques   | s.t.     |
| 6    | David Boucher       | Mr Bookmaker  | s.t.     |
| 7    | Robbie Meul         | Jartazi       | s.t.     |
| 8    | Roy Curvers         | Eurogifts.com | s.t.     |
| 9    | Kevin Van Impe      | Ch. Jacques   | a 16"    |
| 10   | Piet Rooijakkers    | Axa           | a 3'21"  |